# Тиунов, Юрий Владимирович
Ю́рий Влади́мирович Тиуно́в (род. 8 апреля 1987, Краснокамск, Пермский край, РСФСР, СССР) — российский серийный насильник,  убийца и педофил, в период с 2011 по 2017 годы совершивший в общей сложности семь преступлений против несовершеннолетних в Пермском крае и Оренбурге. 28 декабря 2017 года приговорён к пожизненному лишению свободы.

## Биография

### Работа и семья
О ранней жизни Тиунова известно немного. Родился 8 апреля 1987 года в Краснокамске. Семья будущего преступника была вполне благополучной, они проживали в трёхкомнатной квартире, у Тиунова всегда были карманные деньги. Кроме того, у Юрия была старшая сестра. После окончания школы Тиунов поступил в техникум Целлюлозно-бумажного комбината для обучения на специальность электрика. После окончания учебного заведения некоторое время работал в ГИБДД, однако был уволен за употребление наркотических веществ.
После увольнения нигде постоянно не работал, перебиваясь с места на место. Наркотическая зависимость Тиунова усугублялась, и вскоре у него уже были крупные долги. В ноябре 2016 года он вместе со своей сожительницей приехал в Оренбург на заработки. Вплоть до своего ареста проработал в АО «Тандер» диспетчером по отгрузке и был повышен по службе. Его премировали как одного из лучших сотрудников, его фото получило место на доске почёта. Коллеги рассказали, что в день совершения своего последнего преступления Тиунов не вышел на работу, сообщив о болезни.

### Преступления
Весной 2011 года Юрий Тиунов совершил нападение на двоих детей в возрасте 7 и 11 лет в лесу возле города Краснокамска Пермского края. Дети катались на лыжах без сопровождения взрослых. К ним подошёл неизвестный мужчина и совершил в их отношении насильственные действия сексуального характера. Это преступление, как и все последующие, оставалось нераскрытым до момента ареста Тиунова.
17 января 2017 года маньяк совершил попытку похищения двоих несовершеннолетних девочек, однако они оказали ему сопротивление, и Тиунову это не удалось. В тот же день около 15:00 он похитил 12-летнюю Настю Дьякову, затолкав в багажник своего автомобиля. Она смогла сообщить своей матери, что автомобилем преступника является Lada Granta белого цвета. В городе был объявлен план «Перехват», по факту похищения ребёнка возбудили уголовное дело. Волонтёры занялись поиском Насти и вечером того же дня, около 22:00 нашли её живой на городской свалке и освободили.

### Арест, следствие и суд
Преступник был задержан. Юрию Тиунову было изначально предъявлено обвинение по пункту «д» части второй статьи 126 УК РФ (похищение заведомо несовершеннолетнего). Однако в ходе допроса он сознался в убийстве Кирилла Усольцева и показал следователям место, где закопал убитого ребёнка. Кроме того, ДНК-экспертиза установила, что именно Тиунов совершил нападение на двух детей в Краснокамске в 2011 году. За время следствия Юрий Тиунов стал отцом: у него родилась дочь.
В конечном итоге уголовное дело Юрия Тиунова насчитывало 42 тома. Сам он пытался смягчить обвинение в похищении несовершеннолетней, заявляя, что принял 12-летнюю Анастасию за «молодую девушку» и лишь хотел ограбить её. Судебный процесс над подозреваемым в убийстве и изнасилованиях начался 1 декабря 2017 года. Дело Тиунова рассматривал Пермский краевой суд. Адвокат подсудимого настаивал на ограниченной вменяемости своего подзащитного из-за выявления у него расстройства сексуального поведения личности — педофилии.
28 декабря 2017 года Юрий Тиунов был признан виновным во всех инкриминируемых ему преступлениях и по их совокупности приговорён к пожизненному лишению свободы с отбыванием наказания в колонии особого режима. Кроме того, Тиунову было назначено принудительное лечение от педофилии по месту отбывания наказания. В первых числах марта 2018 года Юрий Тиунов пытался обжаловать приговор в Верховном суде России, но 20 марта 2018 года Верховный суд оставил приговор без изменений. Юрий Тиунов отбывает наказание в колонии «Мордовская зона».